# Župkov
Župkov este o comună slovacă, aflată în districtul Žarnovica din regiunea Banská Bystrica. Localitatea se află la altitudinea de 315 m deasupra n.m., se întinde pe o suprafață de 10,34 km2 și în 2017 număra 858 de locuitori.

## Demografie
| An:                | 1994 | 2004   | 2014    | 2024   |
| ------------------ | ---- | ------ | ------- | ------ |
| Număr de persoane: | 734  | 727    | 872     | 842    |
| Diferență:         |      | −0,95% | +19,94% | −3,44% |

| An:                | 2023 | 2024   |
| ------------------ | ---- | ------ |
| Număr de persoane: | 851  | 842    |
| Diferență:         |      | −1,05% |